# フジッリ

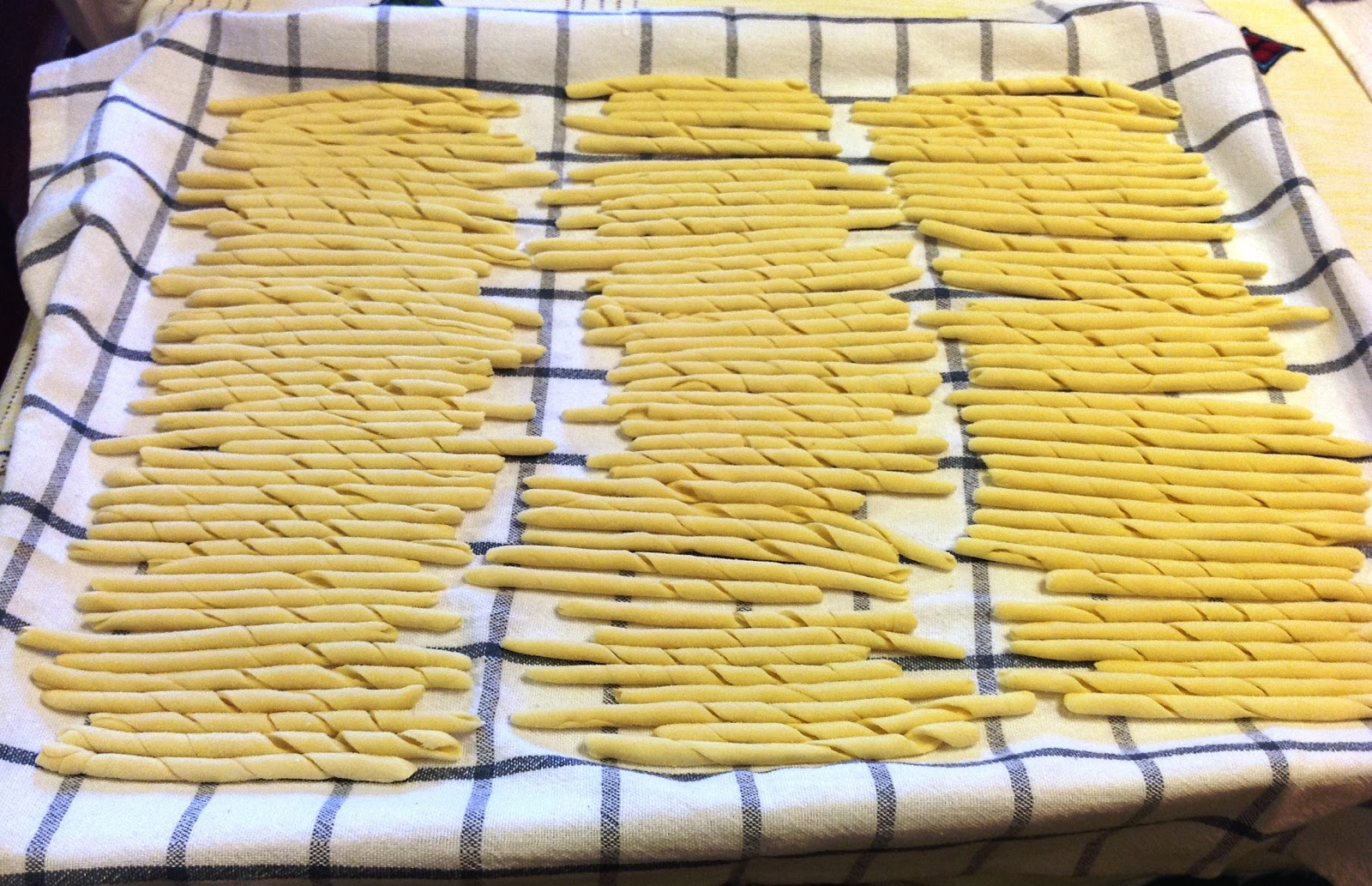
カンパニア州アヴェッリーノのフジッリ

フジッリ（イタリア語: fusilli）とは、螺旋形をしたショートパスタである
。同様の形状のパスタにエリケ（イタリア語: eliche）やロティーニ（イタリア語: rotini）がある。フジッリ・ブカーティ、ロングパスタのフジッリ・ルンギについても本項で記す。

## 概要
カンパニア州を発祥とするショートパスタ。
語源については以下のように言われる。
- ライフル銃を意味するイタリア語: fusileが語源[1]。ライフル銃は銃身にライフリングと呼ばれる螺旋状の溝が設けられているが、その形状に似ていたところからの命名とされる[1]。
- 紡錘を意味するイタリア語: fuso（フーゾ）が語源[2]。下記の#伝統的な製法も参照のこと

直径は8ミリメートルから12ミリメートル前後であり、トマトソース、オイルソース、クリームソースなど、どんなソースでも適している。
ホウレンソウを材料に加えて緑色に仕上げたフジッリや、ビーツを加えて赤色に仕上げたフジッリもある。
大きめのフジッリをフジローニ、フッジローニ（イタリア語: fusilloni）と呼ぶ。

## 伝統的な製法
かつては家庭内で手作りされており、母から娘へと製法のレシピが受け継がれていた。
鉄の編み棒の周囲に1本のパスタを手作業で素早く巻き付けて作るのだが、この動作が紡績機の動きに似ていることから、紡績機に使用する紡錘を意味する語が語源となった。

## 特徴
直径は8ミリメートルから12ミリメートル前後であり、ホワイトソース、トマトソース、オイルソース、クリームソースなど、どんなソースでも適している。

## 日本での呼称
日本では、フジッリ以外にもくるくるパスタやカールマカロニの名称で呼ばれることがある。

## フジッリ・ブカーティ
フジッリ・ブカーティ（イタリア語: fusile bucati）はシチリア発祥のショートパスタの一種。

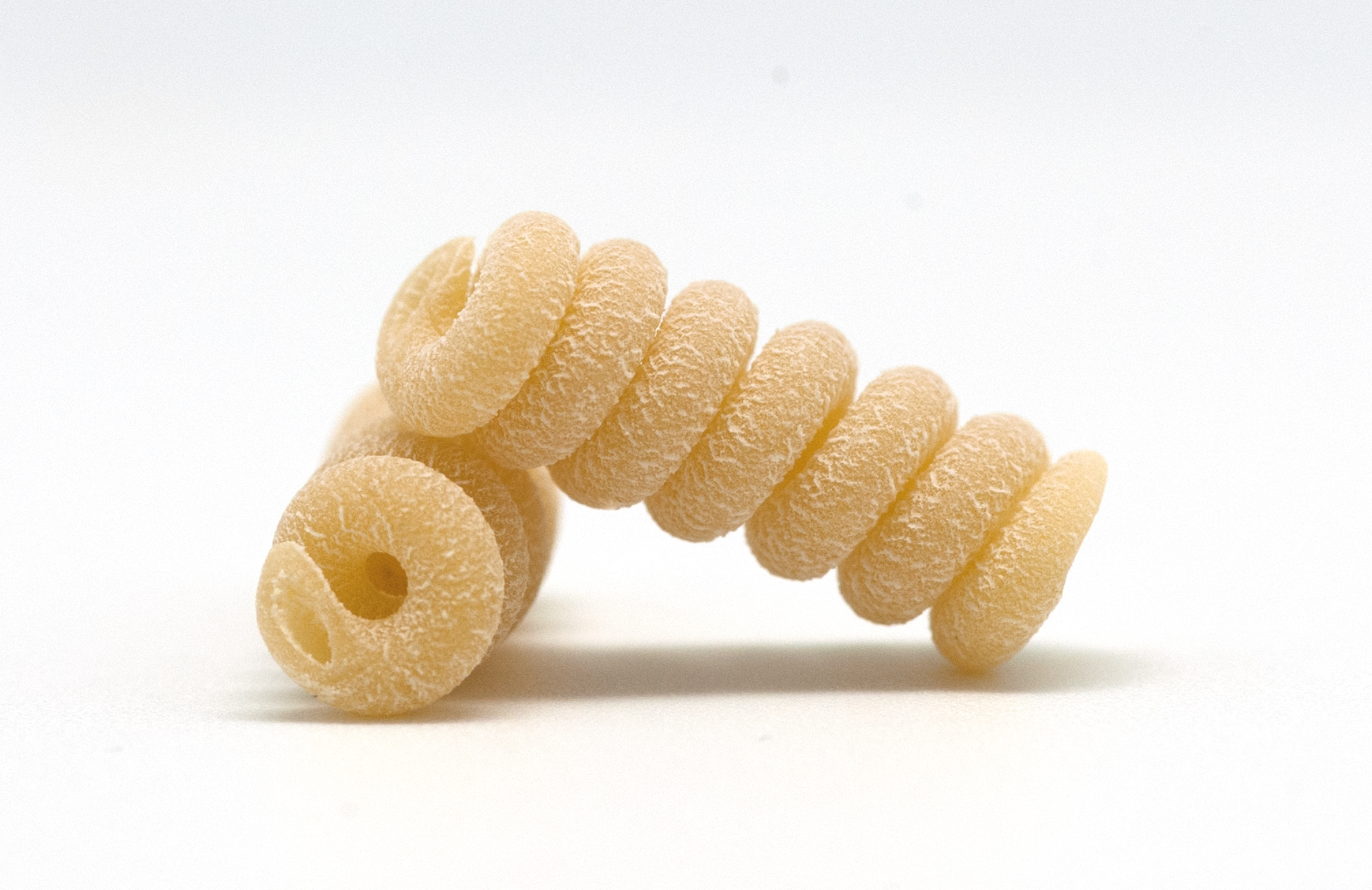
フジッリ・ブカーティ

ブカティーニ同様に中心に穴が空いたフジッリである。直径もフジッリ同様。
穴にソースが入り込むことにより、トマトソースやクリームソースでも濃厚なソースのほうが合うほか、ラグーとの相性に優れる。

## フジッリ・ルンギ

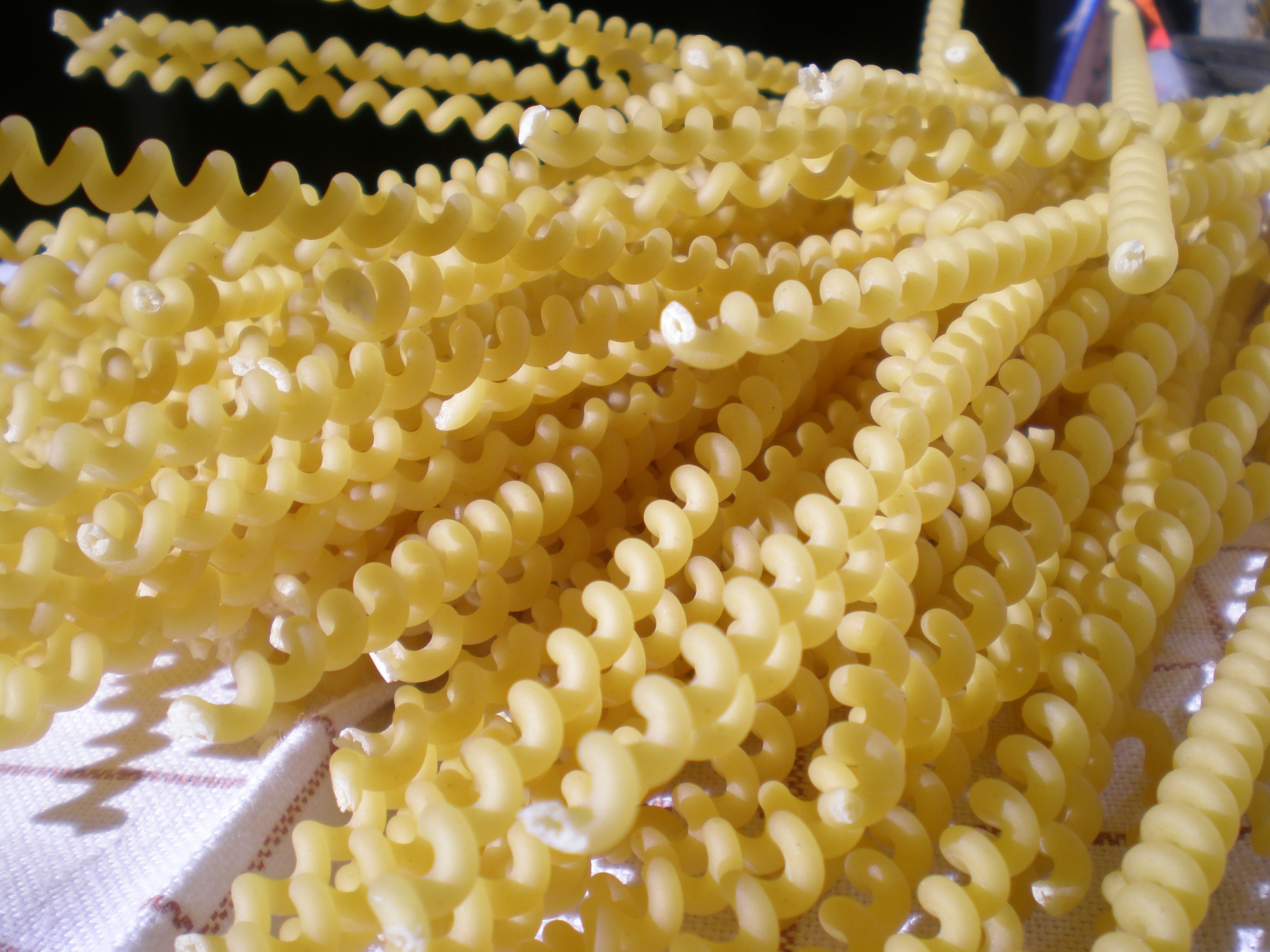
フジッリ・ルンギ・ブカーティ

フジッリ・ルンギ（イタリア語: fusile lunghi）はロングパスタの一種。「長いフジッリ」の意である。
フジッリ・ブカーティのロングパスタ版とでもいうべき穴が空いたフジッリ・ルンギ・ブカーティもある。

## ロティーニ

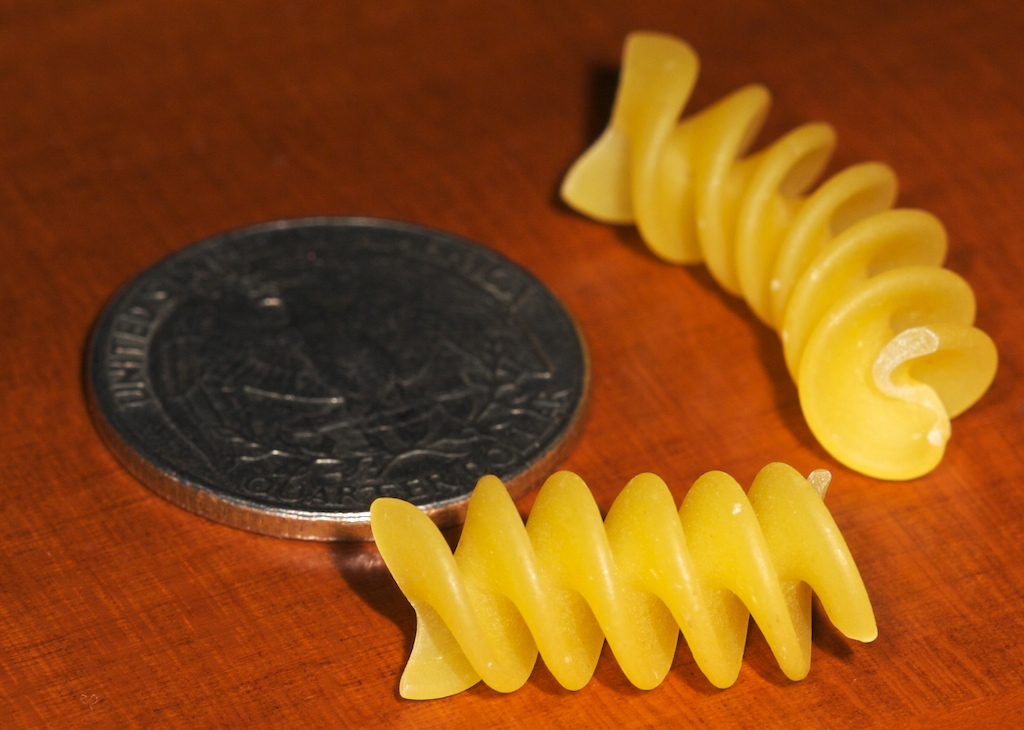
ロティーニ　押し出し形成されている

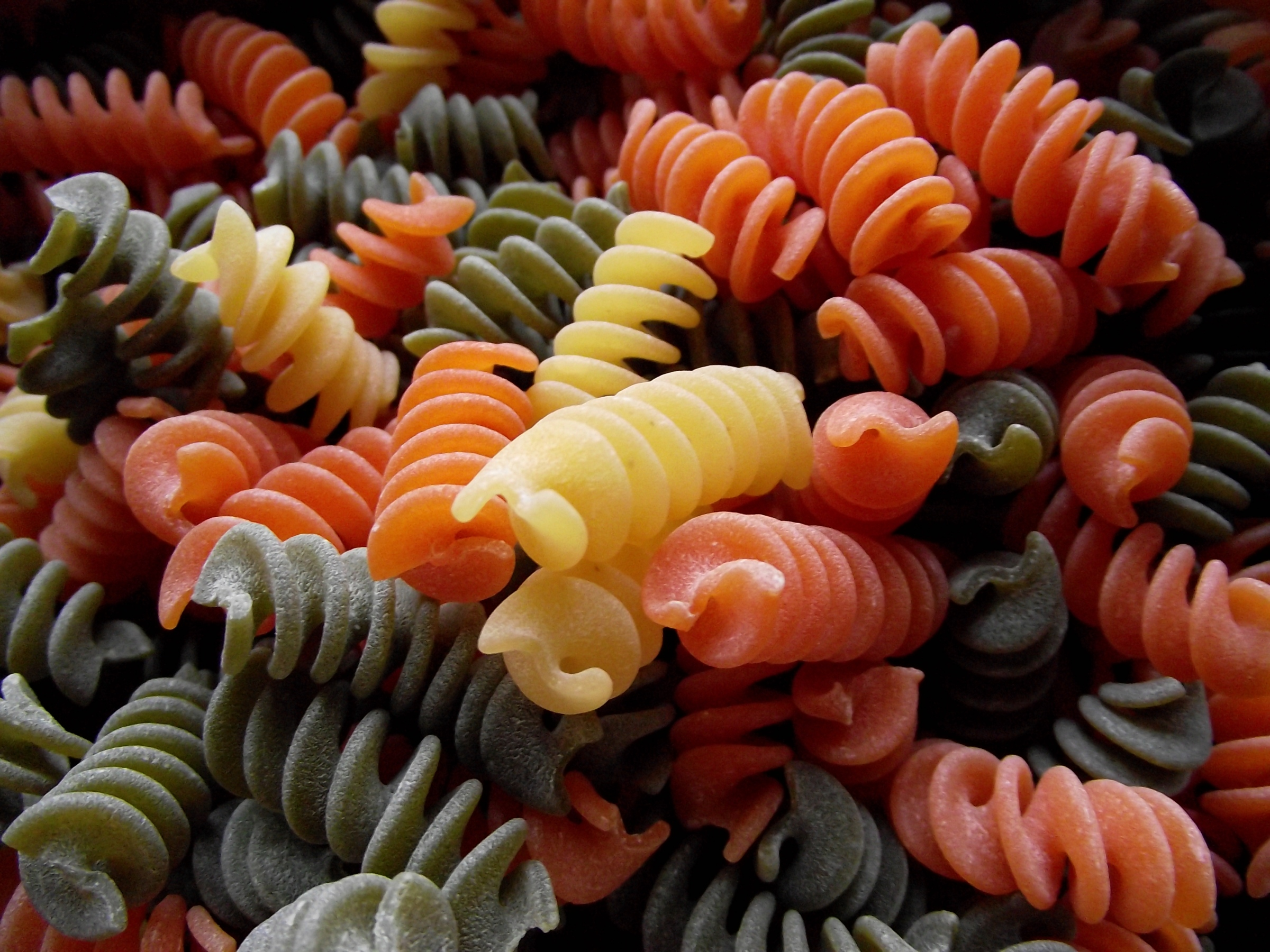
三色のロティーニ（フジッリ）

ロティーニ（イタリア語: rotini）はフジッリ同様に螺旋状の外観を持つショートパスタ。しばしばコルク抜きにも例えられる。
形状が似ているため混同されることも多く、アメリカ合衆国の多くのスーパーマーケットでは、フジッリを「rotini」と表すこともよくあり、逆にロティーニにフジッリの名称ラベルを貼り付けていることもよくある。
製法の違いとしては上述のようにフジッリは1本のパスタを巻き付けて螺旋状にするのに対し、ロティーニは押し出してねじれを作ることにある。このため、ロティーニのほうが螺旋の隙間が狭くなっており、言い換えると「よりきつく巻かれて」いる。長さもロティーニのほうはフジッリよりもわずかに短いことが多い。
形状の違いにより、ソースの絡み方に差異は出るものの、多くの場合はフジッリを指定する料理のレシピはロティーニを用いても調理可能である